# Schrödinger (cratère)
Pour les articles homonymes, voir Schrödinger (homonymie).
Schrödinger est un cratère d'impact de 320 kilomètres de diamètre situé sur la face cachée de la Lune près de son pôle Sud. Son bassin d'impact est relativement jeune pour la Lune car il remonte à environ 3,8 milliards d'années. Il est l'un des rares sites à la surface de la Lune qui présente des traces d'activité volcanique relativement récente. Il a été baptisé en l'honneur d'Erwin Schrödinger, physicien autrichien et prix Nobel de physique.

## Topographie

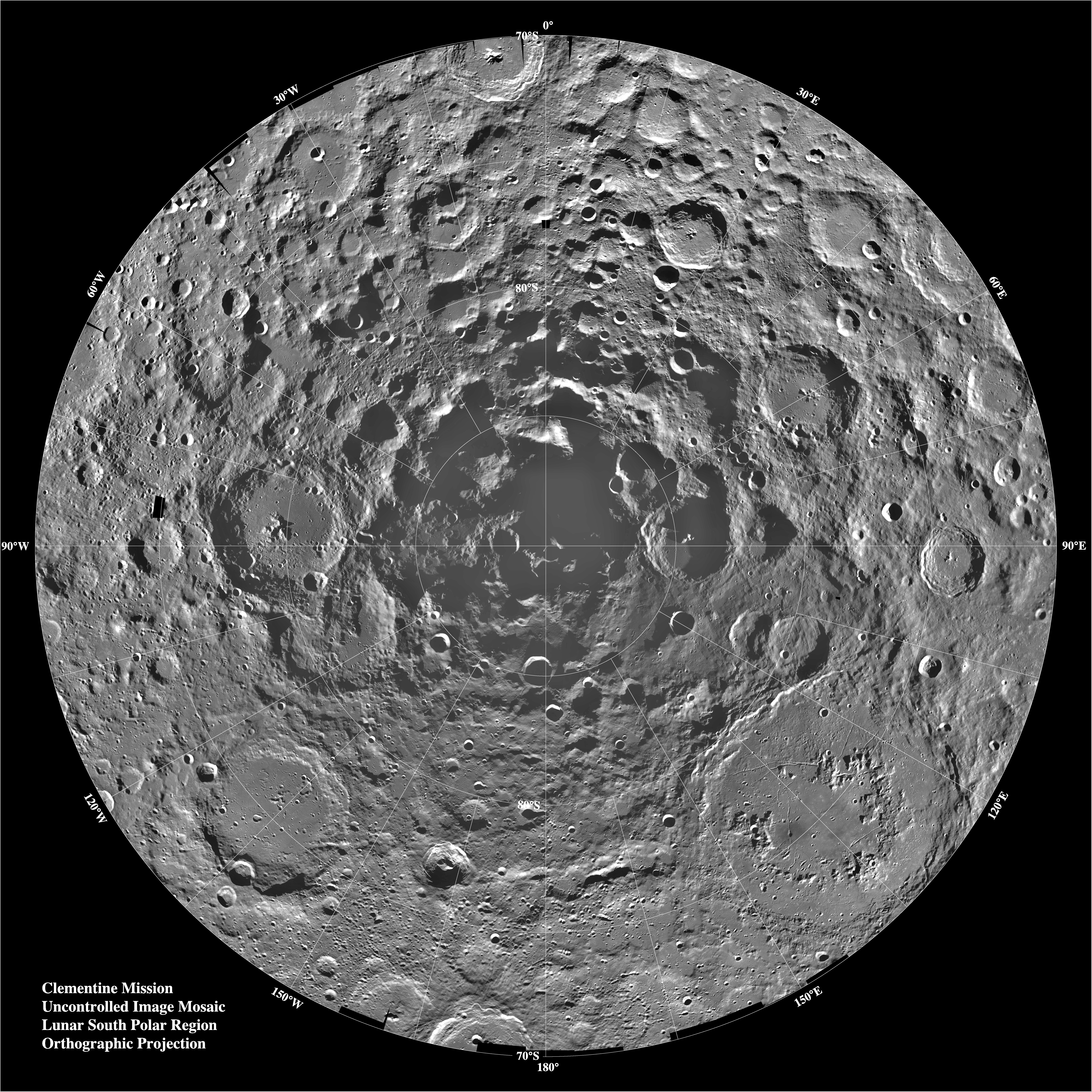
La Lune vue par son pôle Sud

Le cratère Schrödinger, du fait de sa position au pôle Sud sur la face cachée de la Lune, n'est visible que depuis l'orbite. Il est entouré du petit cratère Ganswindt (diamètre de 74 km) proche de sa bordure sud-ouest, du cratère Nefed'ev (40 km), qui lui est adjacent au sud, et du cratère Amundsen (103 km), situé à plus grande distance à son sud-ouest.
Schrödinger a la topographie typique d'un cratère de type anneau sommital (peak ring crater) : aucun pic central n'est visible, mais c'est un anneau interne qui en en tient lieu, au milieu duquel se trouve une zone plate constituée de matériaux fondus. La partie centrale du cratère a été soulevée par l'impact d'un objet dont le diamètre est estimé entre 35 et 40 kilomètres. Schrödinger est l'une des rares zones proches du pôle Sud où ont pu être détectées les traces d'une activité volcanique relativement récente. Les laves visibles proviennent à la fois d'une activité volcanique de surface et de violentes explosions en provenance d'une bouche volcanique.

## Cratères satellites
Les cratères satellites sont de petits cratères situés à proximité du cratère principal. Ils sont nommés du même nom, mais accompagnés d'une lettre majuscule complémentaire, bien que si leur formation soit indépendante de celle du cratère principal. Par convention, ces caractéristiques sont indiquées sur les cartes lunaires en plaçant la lettre sur le point le plus proche du cratère principal.
| Schrödinger | Latitude | Longitude | Diamètre |
| ----------- | -------- | --------- | -------- |
| B           | 64,8° S  | 141,3° E  | 25 km    |
| G           | 75,4° S  | 137,2° E  | 8 km     |
| J           | 78,4° S  | 154.6° E  | 16 km    |
| W           | 68,5° S  | 115,6° E  | 12 km    |

## Explorationin situ
Une mission scientifique américaine de la NASA, baptisée SERIES-2, doit se poser dans le cratère vers 2025. L'atterrisseur emporte trois suites instrumentales qui doivent collecter des données sur la sismicité, les flux de chaleur et les champs électriques de l'intérieur de la Lune. Cette mission de 73 millions de dollars est pilotée par l'institut de recherche Draper. 